# Petr Pelikán
Petr Pelikán (* 22. ledna 1964) je český orientalista (arabista, íránista, paštunista a islamolog), překladatel, analytik, vysokoškolský pedagog a veterán z války v Perském zálivu. Je honorárním konzulem Súdánu v České republice. Během migrační krize v roce 2021 působil také jako poradce premiéra pro oblast migrace.

## Biografie
Absolvent orientalistiky na Filozofické fakultě Univerzity Karlovy. Prezenční vojenskou službu absolvoval v pozici styčného důstojníka u československého protichemického praporu ve válce v Perském zálivu. Překládá a tlumočí z arabištiny, perštiny a paštunštiny. Pracuje jako univerzitní pedagog (FF ZČU v Plzni), konzultant a průvodce s kontakty se zeměmi Středního východu. Věnuje se problematice islámu. Studoval jazyky na univerzitách v Tunisku a v Afghánistánu. Islám studoval v Egyptě, Libanonu, Súdánu a Íránu. Je muslim.

## Publikační činnost
- 1997 – Sunna
- 2008 – Zahrady spravedlivých
- Persko-český slovník, sestavil Jiří Bečka; upravil a doplnil redakční kolektiv: Mohammad Hassani, Mehdi Meshkato-Dini, Petr Pelikán, Velvyslanectví Íránské islámské republiky v Praze, 2004.